# Краљевина Холандија (1806—1810)
Краљевина Холандија (хол. Koninkrijk Holland, фр. Royaume de Hollande) је била француска марионетска држава која је постојала у периоду Наполеонових ратова, од 1806. до 1810. године. Наполеон Бонапарта је, ради лакше контроле територија некадашње Низоземске републике, за краља поставио свога брата Луја.

## Историја
Наполеонов брат Луј постављен је за холандског краља 5. јуна 1806. године. Краљевина Холандија заменило је некадашњу Батавијску републику основану 1795. године током Француских револуционарних ратова. На почетку је грб нове краљевине био сличан грбу Краљевине Италије. Касније, 1808. године, грб је измењен. Батавијска република била је исувише независна за Наполеонов укус те се, уместо анексије некадашњих територија Низоземске, одлучио на формирање вазалне, марионетске државе, на чије чело ће ставити члана своје породице. Упркос тим околностима, многи грађани били су задовољни доласком Луја Бонапарте. Многи су били заплашени могућношћу да ће их нови краљ мобилисати у војску за борбу против Британаца. То Луј није учинио на велико разочарење свога брата. Министре је у Холандији постављао углавном Наполеон. Луј је званично био независтан од Наполеона. Поред тога што је одбио да регрутује становнике своје краљевине за борбе против шпанских устаника и британских нападача, Луј је захтевао од својих министара да се одрекну свог француског држављанства. Трудио се да научи холандски језик, а отишао је толико далеко да је усвојио и холандску варијанту свога имена, Лудвиг. Луј се такође опирао братовљевој Континенталној блокади Британије. Наполеон то није могао да прихвати. Приморао је свога брата да абдицира 1810. године. Накратко је Холандијом владао Лујев син, Наполеонов синовац Наполеон Луј Бонапарта, као Луј (Лудвиг) II. Холандија је припојена Француском царству 1810. године. Луј је формално и даље био краљ Холандије. Пошто је био малолетан, регентство је вршила његова мајка, Хортензија де Боарне.